# Varna
Varna (tiếng Bulgaria: Варна) là thành phố và khu nghỉ mát ven biển lớn nhất trên bờ biển Đen của Bulgaria, và là thành phố lớn thứ ba của Bulgaria sau thủ đô Sofia và Plovdiv, với dân số 334.870 người vào tháng 2 năm 2011. Đây cũng là trung tâm hành chính của tỉnh và đô thị cùng tên. Varna đứng thứ 11 trong số các thành phố lớn nhất bán đảo Balkan, sau Istanbul, Athens, Bucharest, Sofia, Beograd, Thessaloniki, Zagreb, Skopje, Tirana và Plovdiv.